# 嘉数
嘉数（かかず、かかじ）は、沖縄県の各地に見られる地名または名字。
- 宜野湾市嘉数（かかす、かかじ） - 住居表示による読みは「かかず」である。
- 豊見城市嘉数（かかず、かかじ）
- 糸満市賀数（かかず、かかじ） - 表記は異なるが同義と思われる。

## 嘉数 (宜野湾市)

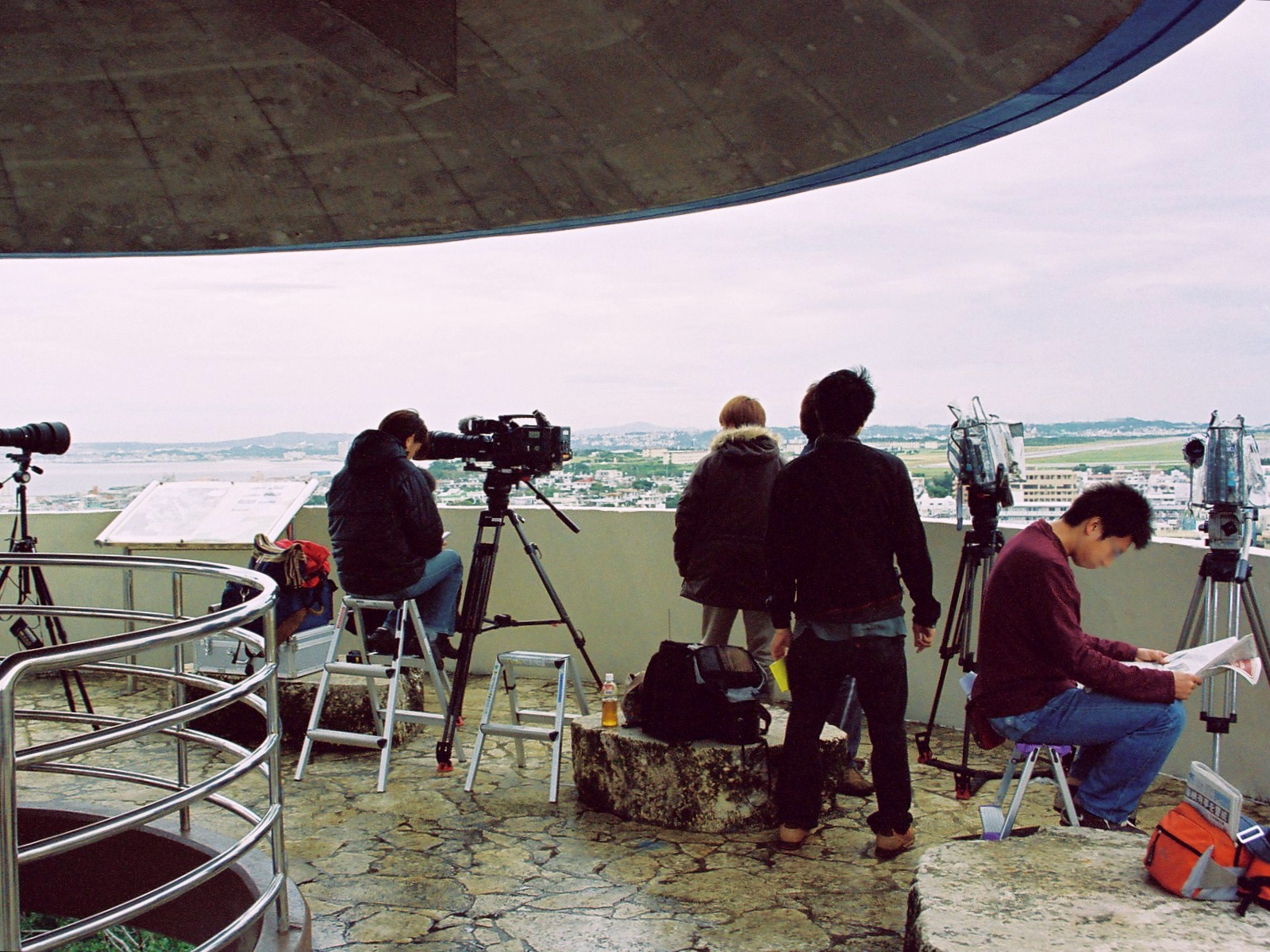
嘉数高台公園の展望台で取材中のテレビカメラマン

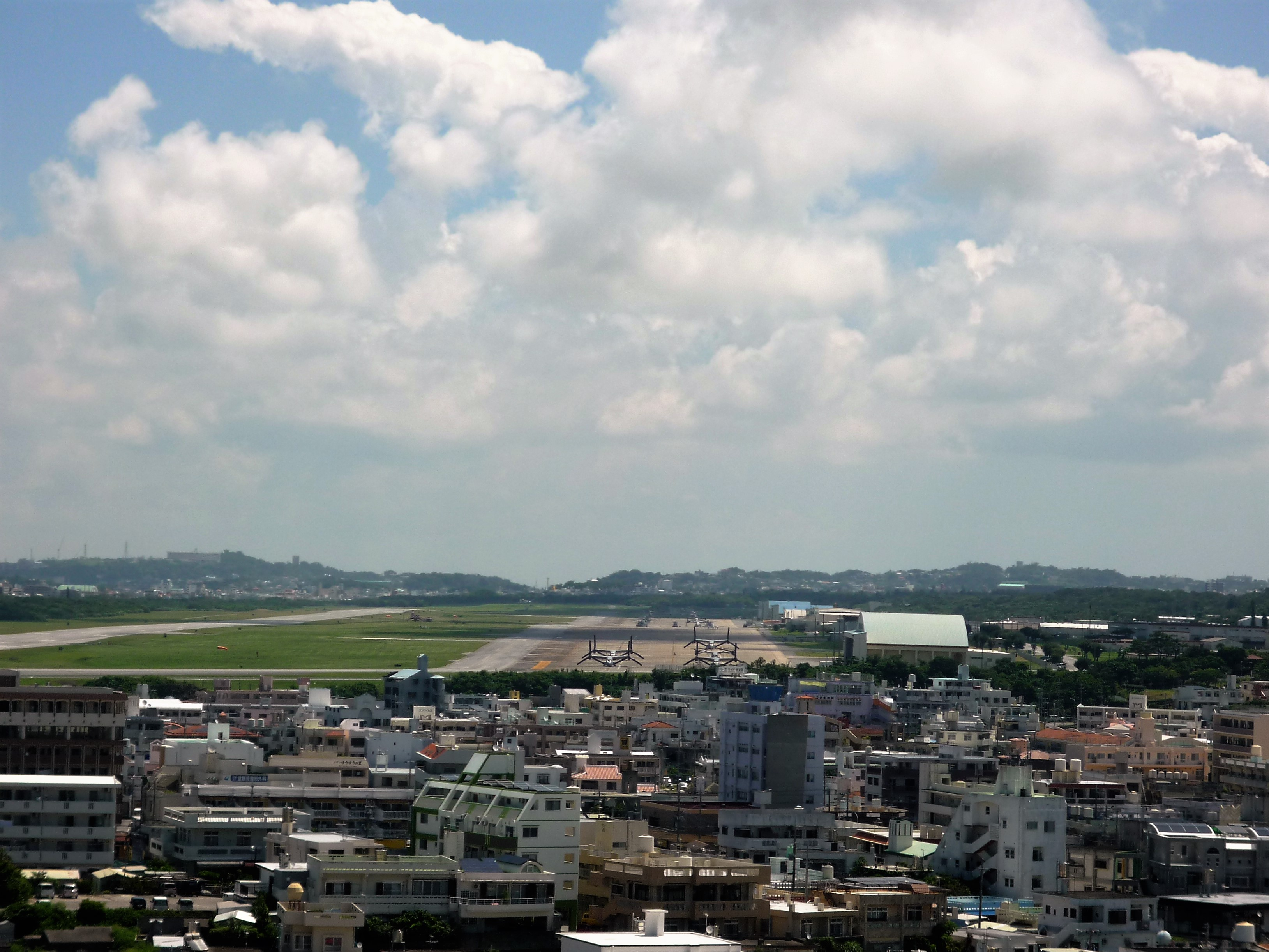
嘉数高台公園から普天間飛行場を望む（2016年7月）

宜野湾市の南西部地域にある。嘉数高台周辺は沖縄戦で最大の激戦地となった（詳細は嘉数の戦いを参照）が、のちに公園として整備されている。高台頂上の地球を模した展望台からは普天間飛行場を一望でき、基地の立地状況や航空機の運用状況が把握できるため、報道機関による取材や学校教育での平和学習などによく利用されているほか、閣僚や国会議員などが普天間飛行場（普天間基地）の状況を視察するさいにも利用される。

### 主な施設
嘉数1丁目
嘉数高台公園
嘉数2丁目
嘉数3丁目
嘉数区公民館
嘉数4丁目
ぎのわんおもと園

### 交通
- 道路
  - 国道330号
  - 沖縄県道241号宜野湾南風原線
  - 沖縄県道251号那覇宜野湾線

### 隣接地域
宜野湾市
大謝名
真栄原
浦添市
西原
当山
牧港

### 出身有名人
- 伊波洋一（参議院議員・元沖縄県議・元宜野湾市長）[1]

## 嘉数 (豊見城市)
豊見城市の北東部に位置し、豊見城ニュータウンや嘉数ヶ丘団地などがある。

### 主な施設
- 嘉数公民館
- 嘉数ヶ丘公民館
- RBC・QAB嘉数放送所
- 嘉数配水池
- 金龍寺

### 交通
- 道路
  - 国道329号那覇東バイパス

### 隣接地域
豊見城市
- 真玉橋
- 根差部
- 饒波
- 長堂

那覇市
- 国場
- 仲井真

## 人名
- 嘉数知賢
- 嘉数昇
- 嘉数一星
- かかずゆみ（声優） - 父親が沖縄県出身。かかず本人は生まれも育ちも埼玉県。